# Zodijak
Zodijak (životinjski krug) je pojas na nebeskoj sferi koji se rasprostire 8° sjeverno i 8° južno od ekliptike, a po njemu se prividno gibaju Sunce, Mjesec i većina planeta Sunčevog sustava. Pojas zodijaka se sastoji od 13 zviježđa (osim 12 zviježđa po kojima su nazvani horoskopski znakovi, tu je i trinaesto zviježđe Zmijonosac - Ophiuchus).

## Zodijački znakovi (horoskopski znakovi)
U astrologiji je zodijački krug od 360° podijeljen u 12 segmenata, svaki po 30°, počevši od proljetnog ekvinocija. Svaki je segment dobio ime po astronomskom zviježđu, i s njima su se približno i podudarali u 12. st. pr. Kr. kad su Babilonci uveli ovu podjelu zodijaka na zviježđa. Zbog precesije ekvinocija i točnije definicije zviježđa znakovi zodijaka i zviježđa se ne podudaraju.

## Vanjske poveznice
Astrologija